# Troponina C
La troponina C (o "Tn-C") è una delle tre subunità costituenti il complesso proteico Troponina del filamento proteico contrattile Actina. Essa è in grado di legarsi agli ioni di Calcio per cambiare la propria conformazione, smuovere la Tropomiosina e liberare il sito di legame sull'Actina affinché le teste della Miosina ci si leghino durante una contrazione muscolare.